# District de Luohu

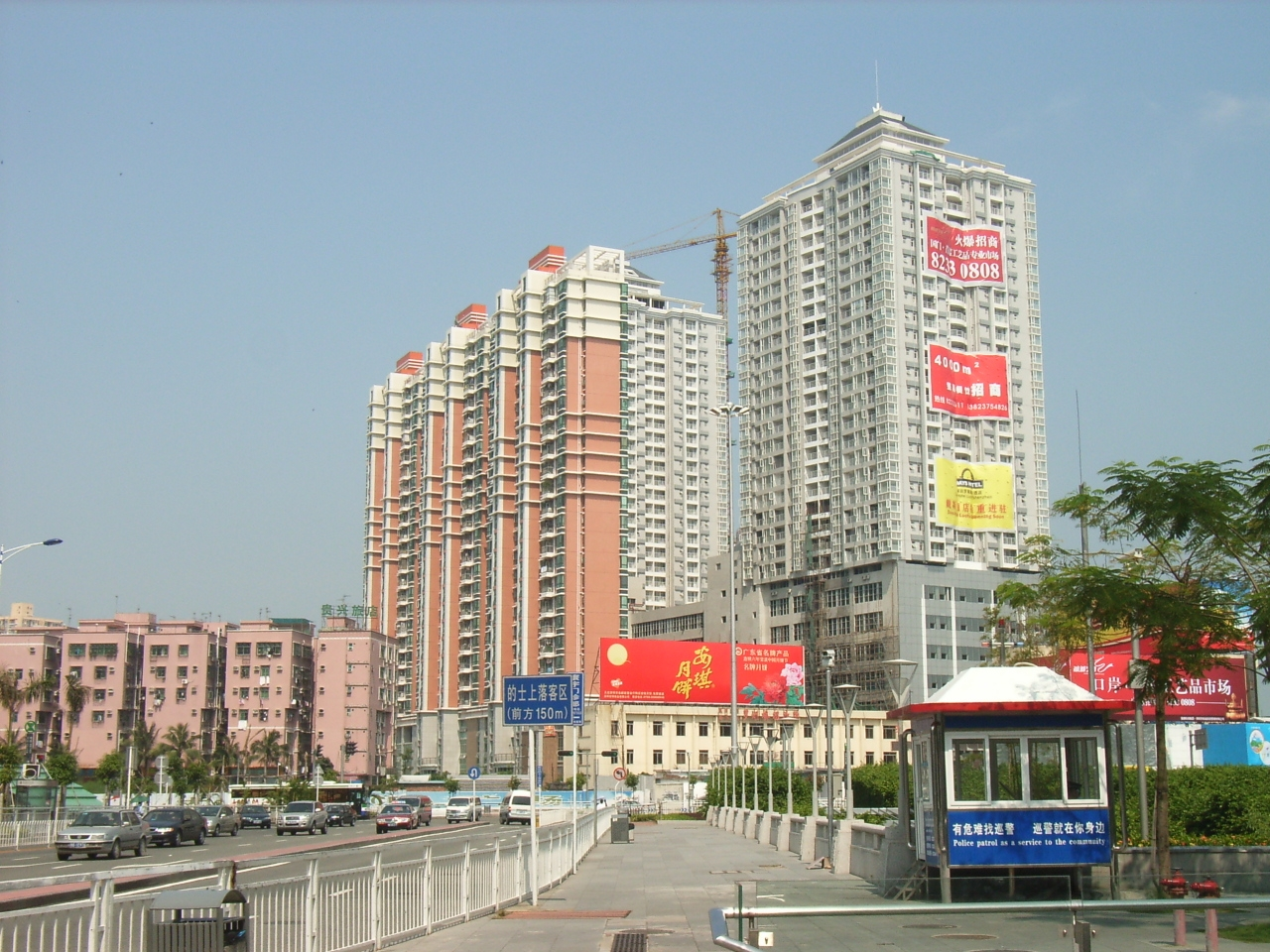
Vue de la rue principale de Luohu le Yanhe Nan Road

Le district de Luohu (罗湖区 ; pinyin: Luóhú Qū ; cantonais: lɔ4wu4) est l'une des dix subdivisions administratives de Shenzhen dans la province de Guangdong en Chine. Il se trouve sur la rivière des Perles, à la frontière avec Hong Kong. Il compte de nombreux commerces.
Sa superficie est d'environ 78,9 km².

## Géographie
La superficie de Luohu est d'environ 78,9 km ².
Luohu est situé dans la partie méridionale de Shenzhen, à l'est de Futian, à l'ouest du district de Yantian, et au sud de Longgang. La rivière Shenzhen forme limite sud du district.
Luohu a une géographie inégale et contient un certain nombre de sources naturelles d'eau douce, dont Donghu (东湖), Honghu (洪湖), et Xianhu (仙湖), entre autres. Shuiku (水库), ou «réservoir d'eau", à Luohu, est une source importante d'eau pour Shenzhen et Hong Kong.
Le plus haut sommet de Shenzhen, la Wutong Mountain (944m) (梧桐 山), est sur Luohu.

## Sous-districts
- Huangbei (黄贝)
- Nanhu (南湖)
- Guiyuan (桂园)
- Dongmen (东门)
- Sungang (笋岗)
- Qingshuihe (清水河)
- Cuizhu (翠竹)
- Dongxiao (东晓)
- Donghu (东湖)
- Liantang (莲塘)

## Population
Au recensement de 2000, Luohu comptait 774 805 habitants.
| Ethnie    | Total   | Pourcentage |
| --------- | ------- | ----------- |
| Han       | 765 466 | 98,79 %     |
| Zhuang    | 2 101   | 0,27 %      |
| Hui       | 1 144   | 0,15 %      |
| Mandchous | 1 004   | 0,13 %      |
| Tujia     | 930     | 0,12 %      |
| Miao      | 899     | 0,12 %      |
| Dong      | 566     | 0,07 %      |
| Mongols   | 551     | 0,07 %      |
| Yao       | 477     | 0,06 %      |
| Coréens   | 363     | 0,05 %      |
| Buyei     | 203     | 0,03 %      |
| Yi        | 151     | 0,02 %      |
| Li        | 136     | 0,02 %      |
| Tibétains | 124     | 0,02 %      |
| She       | 109     | 0,01 %      |
| Autres    | 581     | 0,07 %      |

## Transports

### Les routes nationales
- Lu Dong Shennan, (深南 东路),
- Lu Dongmen, (东门 路),
- Yanhe Lu (沿河路) et Chunfeng Lu survol, (春风 路 高架桥),
- Lu Nigang, (泥岗 路),
- Gonglu Luosha, (罗沙 公路),
- Lu taoyuan,

### Bus et minibus
Bus et minibus sont le mode de transport collectif le plus courant.

### Train
La gare principale est Shenzhen Railway Station (深圳 火车站 | 深圳 火车站).
Deux autres gares sont programmées pour 2011 (Futian 2) et au-delà (LongGua).

### Shenzhen Metro
En 2010, il y a seulement 4 stations de métro dans le district de Luohu :
- Luo Hu (罗湖),
- Guo Mao (国贸),
- Shenzhen World Trade Center, Lao Jie (老街),
- Da Ju Yuan (大 剧院, Shenzhen Grand Théâtre.

### Sources
- (en) Cet article est partiellement ou en totalité issu de l’article de Wikipédia en anglais intitulé « Luohu District » (voir la liste des auteurs).